# Montana (Wisconsin)
Montana es un pueblo ubicado en el condado de Buffalo en el estado estadounidense de Wisconsin. En el Censo de 2010 tenía una población de 284 habitantes y una densidad poblacional de 2,32 personas por km².

## Geografía
Montana se encuentra ubicado en las coordenadas 44°22′13″N 91°36′3″O / 44.37028, -91.60083. Según la Oficina del Censo de los Estados Unidos, Montana tiene una superficie total de 122.21 km², de la cual 122.1 km² corresponden a tierra firme y (0.09%) 0.11 km² es agua.

## Demografía
Según el censo de 2010, había 284 personas residiendo en Montana. La densidad de población era de 2,32 hab./km². De los 284 habitantes, Montana estaba compuesto por el 96.83% blancos, el 0.35% eran afroamericanos, el 0.35% eran amerindios, el 0.7% eran asiáticos, el 0% eran isleños del Pacífico, el 0% eran de otras razas y el 1.76% pertenecían a dos o más razas. Del total de la población el 0% eran hispanos o latinos de cualquier raza.